# Älgberget
Älgberget är ett naturreservat i Norbergs kommun i Västmanlands län.
Området är naturskyddat sedan 1996, utvidgades 2009 och är 11 hektar stort. Reservatet omfattar sydöstra sluttningen av Lilla Älgberget. Skogen, som är mycket gammal, består mest av gran samt i mindre omfattning av asp, vårtbjörk och enstaka sälg.
På samma berg, men på andra sidan länsgränsen, finns naturreservatet Lilla Älgberget.